# Sherry Turkle
Sherry Turkle (Nova Iorque, 18 de junho de 1948) é professora Abby Rockefeller Mauzé de Estudos Sociais de Ciência e Tecnologia do Massachusetts Institute of Technology. onde também é fundadora e diretora do Institute of Technology and Self. Ela possui Ph.D. em Sociologia e Psicologia da Personalidade na Harvard University, e realiza pesquisas sobre psicanálise e a interação humano-tecnológica. Escreveu diversos livros sobre a psicologia das relações humanas com a tecnologia, especialmente em como as pessoas se relacionam com objetos computacionais, entre eles destacando-se as obras The Second Self (1984), Life on the Screen (1995), Alone Together (2011) e Reclaming Conversation (2015).